# كليف روبرتس
كليف روبرتس (بالإنجليزية: Cliff Roberts)‏ هو لاعب كرة قدم أمريكية أمريكي، ولد في 1933 في فيلادلفيا في الولايات المتحدة.

## وصلات خارجية
- كليف روبرتس على موقع مرجع كرة القدم المحترفة.كوم (الإنجليزية)